# Juan Martínez Montañés

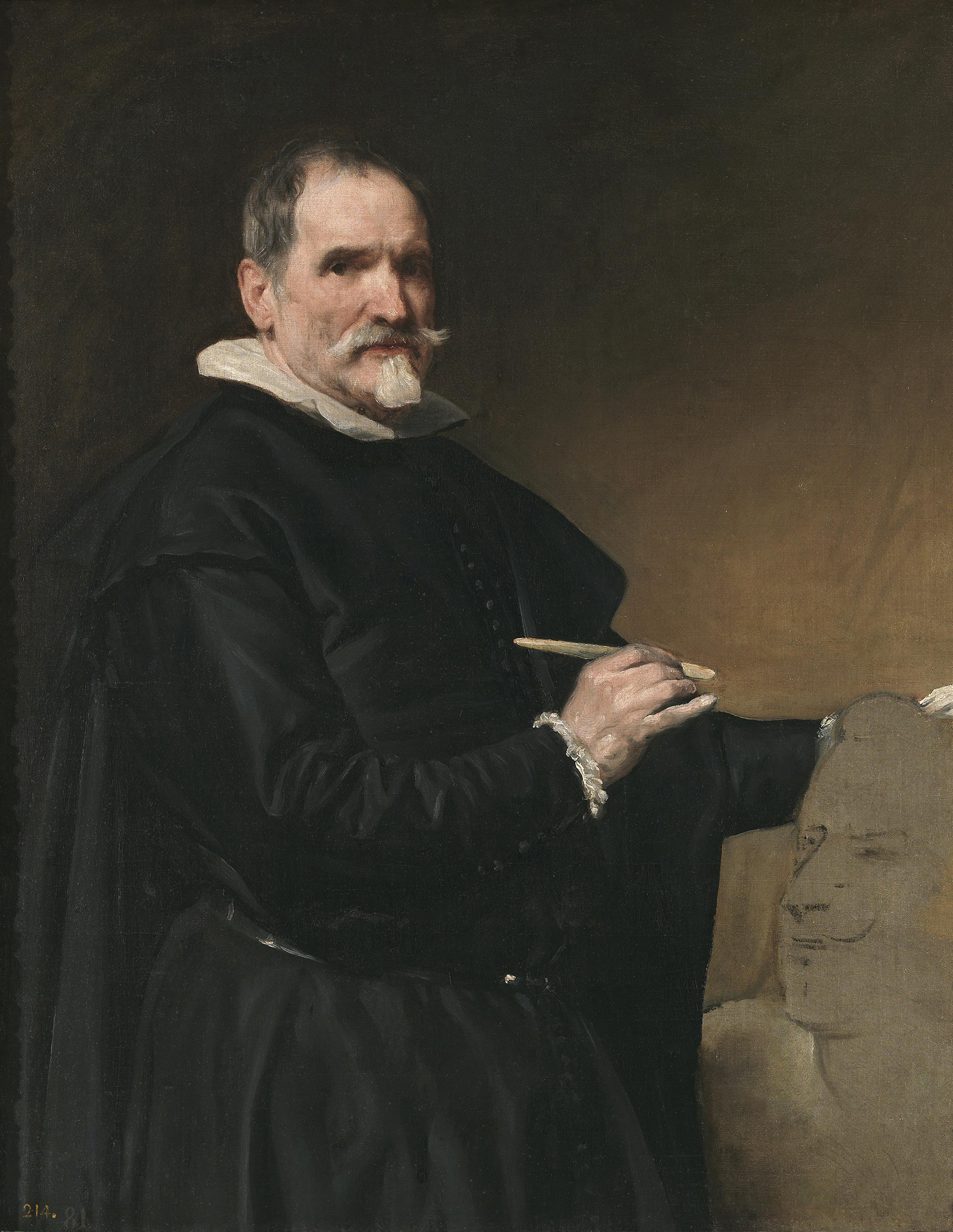
Juan Martínez Montañés

Juan Martínez Montañés (Alcalá la Real, 1568 - Sevilla, 1649) was een Spaans beeldhouwer uit de zeventiende eeuw, ook bekend als "El Dios de la Madera", oftewel "De God van het Hout".
Montañés was de leidende beeldhouwer van de Sevilliaanse school in Spanje. Hij maakte vooral polychrome beeldhouwwerken voor religieuze klanten in de traditie van de zestiende eeuw. Door het realisme van de beelden viel zijn werk niet helemaal buiten de barok. Zijn eerste belangrijke werk was het retabel van de S. Isidore in Santiponce uit 1609. In 1636 maakt hij zijn enige seculiere werk, een portretbuste van Filips IV die als model dient voor een ruiterstandbeeld dat werd uitgevoerd in Florence door Pietro Tacca. Montañés had een succesvolle werkplaats in Sevilla en had een grote invloed op de jongere generatie kunstenaars als Francisco Zurbarán, Velázquez en Alonso Cano.
- Biblioteca Nacional de España: XX1023095
- Bibliothèque nationale de France: cb124531752 (data)
- Catàleg d'autoritats de noms i títols de Catalunya: 981058524775706706
- Gemeinsame Normdatei: 119360349
- International Standard Name Identifier: 0000 0000 8076 8693
- Library of Congress Control Number: n88196995
- Nationale Bibliotheek van Tsjechië: osd2010555638
- Nationale Bibliotheek van Israël: 987007277406405171
- Nederlandse Thesaurus van Auteursnamen: 164308199
- RKD-Nederlands Instituut voor Kunstgeschiedenis: 315514
- Système universitaire de documentation: 033689679
- Trove: 1068646
- Union List of Artist Names: 500037691
- Virtual International Authority File: 32804810
- WorldCat: E39PBJdcvT7pd9PMJrF8jqj3cP